# Oraczewice
Oraczewice es un pueblo perteneciente a la gmina Choszczno, powiat de Choszczno, voivodato de Pomerania Occidental, Polonia.

## Superficie
Cuenta con una superficie de 1,960 kilómetros cuadrados.

## Demografía
Hasta 2021 la población era de 256 habitantes, con una densidad de población de 130,6 habitantes por kilómetro cuadrado. El 53,1% conformada por hombres y el 46,9% por mujeres. De estos, el 29,7% corresponden a menores de edad de 0-17 años, 62,1% a personas entre 18-64 años y el 8,2% a personas de 65 o más años.
| Gráfica de evolución demográfica de Oraczewice entre 2011 y 2021 |
|                                                                  |
| Datos según City Population.                                     |